# Peranzanes
Peranzanes es un municipio y lugar español de la provincia de León, en la comunidad autónoma de Castilla y León. Se encuentra en la comarca de El Bierzo. Cuenta con una población de 271 habitantes (INE 2024). El municipio, que se ubica en el valle de Forniella o Fornela, está atravesado por el río Cúa.
Es uno de los municipios leoneses que son bilingües, conservándose una variedad del leonés en el mismo.

## Historia

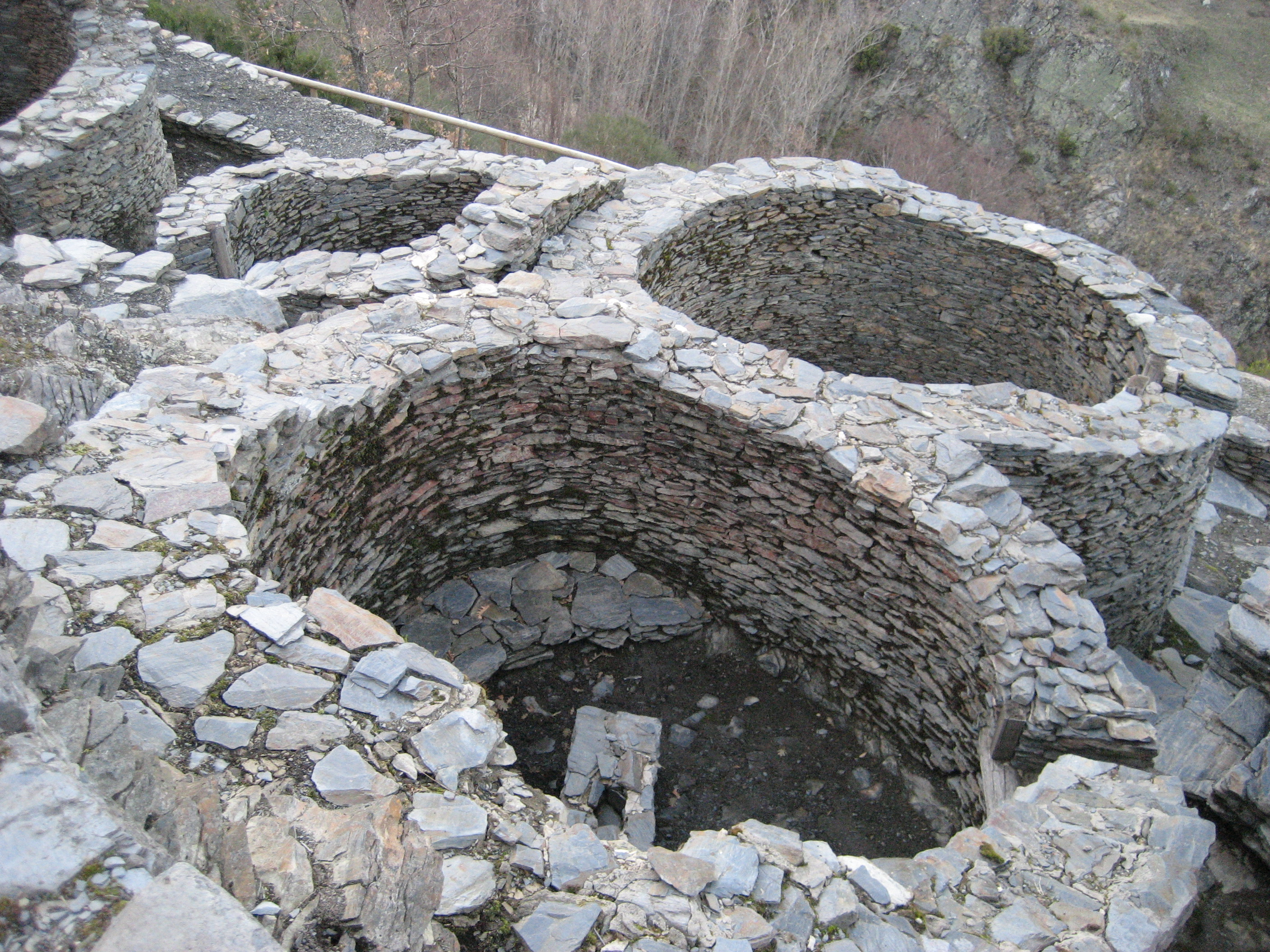
Castros de Chano

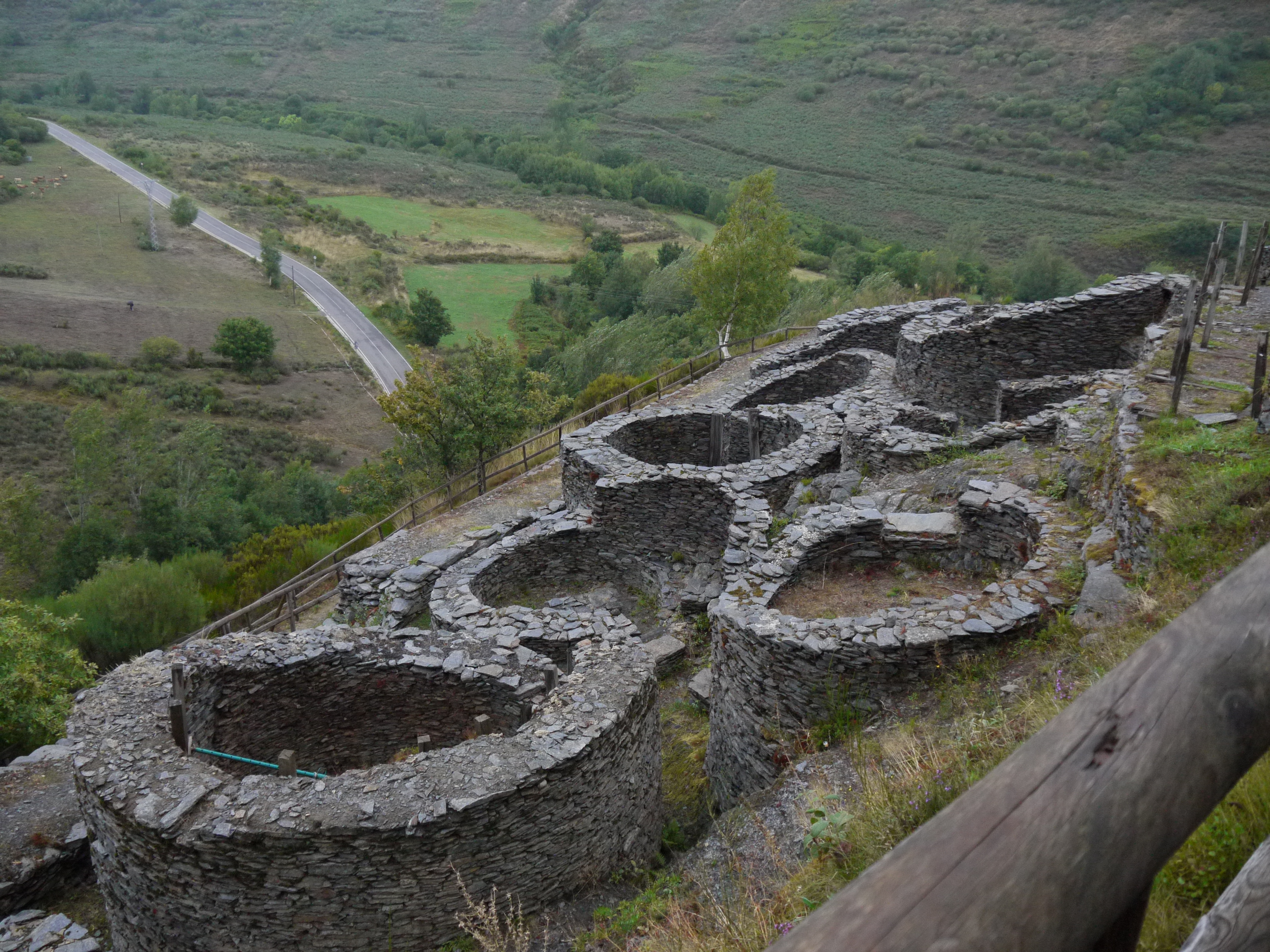
Castros de Chano

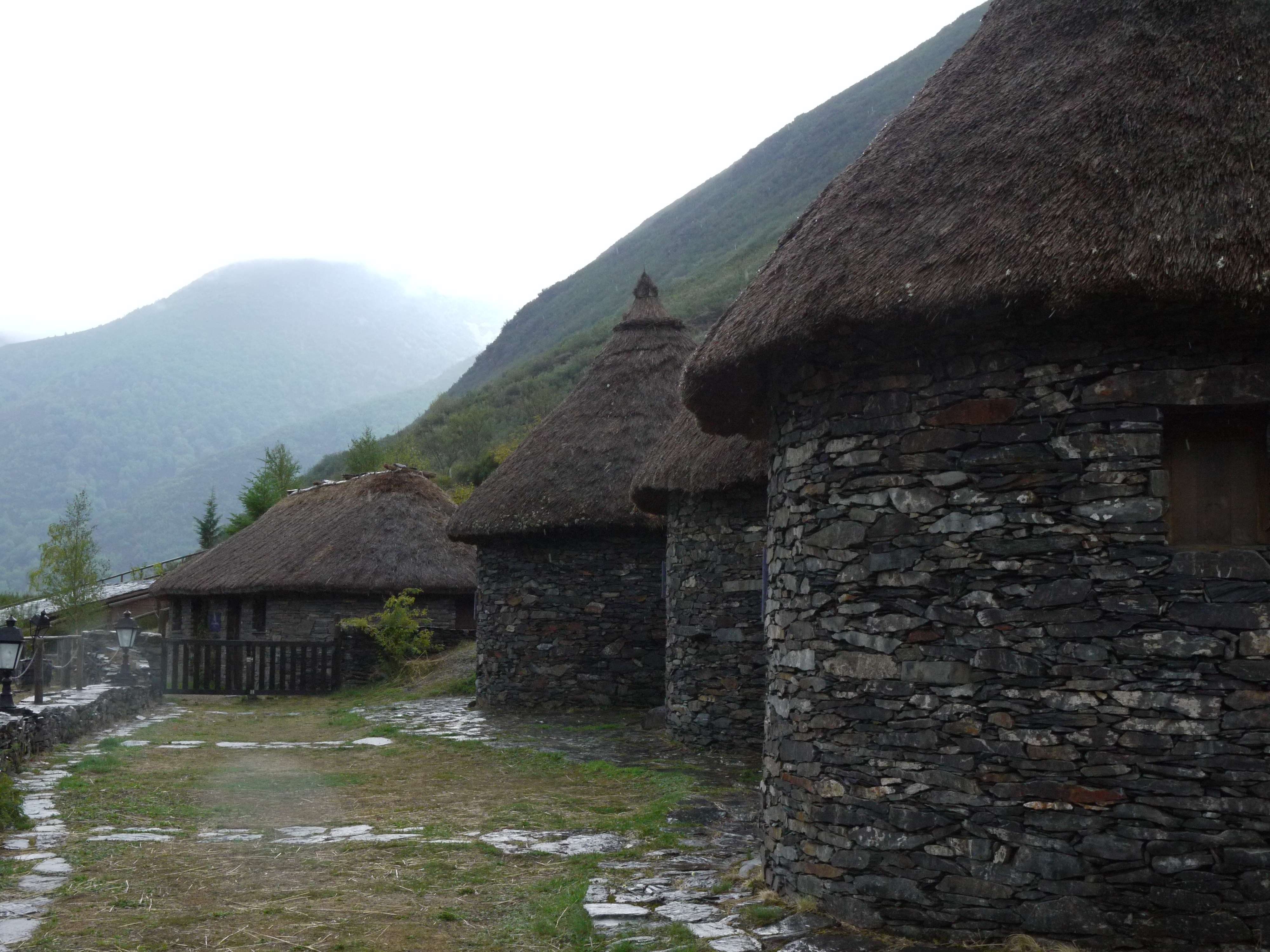

Los yacimientos más antiguos que atestiguan la presencia humana en el municipio dan fe de que ha estado habitado desde la protohistoria, como lo demuestran los restos de castros prerromanos presentes en Trascastro y Chano. En este sentido, el Castro de Chano, situado al noroeste de Chano, siguiendo la carretera en dirección a Guímara, es un antiguo poblado de las tribus astures, que estuvo habitado durante el siglo I a. C. y la primera mitad del siglo I, siendo aún desconocidas las razones de por qué fue abandonado.
El castro de Chano está formado por varias edificaciones, situadas en una ladera que extrañamente se encuentra en la umbría, y que poseen una forma circular similar a la de las pallozas (al principio del camino que lleva al castro se ha realizado una reconstrucción imaginada de tres de esas edificaciones), estando encuadrado este castro en la Cultura castreña del noroeste. En todo caso, los indicios hacen creer que aún quedan más edificaciones por prospectar, siendo lo descubierto hasta ahora un barrio del castro. Una muralla construida con la misma piedra utilizada en el resto de las edificaciones recorre el perímetro castreño.
Cabe señalar que, en la primera excavación realizada en el Castro del Chano a principios de la década de los 90 del siglo XX, se encontró el Tesorillo del Chano, cuyo hallazgo aumentó las dudas sobre la causa del precipitado abandono del castro.
No obstante, la fundación de Peranzanes y del resto de las localidades del municipio se dataría en la Edad Media, cuando se integraron en el reino de León, en cuyo seno se habría acometido su fundación o repoblación. Por otro lado, debido a su adscripción territorial a este territorio desde la Alta Edad Media, durante toda la Edad Moderna las localidades del municipio formaron parte de la jurisdicción del Adelantamiento del reino de León.
Ya en el siglo XV, con la reducción de ciudades con voto en Cortes a partir de las Cortes de 1425, las localidades del municipio pasaron a estar representadas por León, lo que les hizo formar parte de la provincia de León en la Edad Moderna, situándose la mayor parte de ellas dentro de ésta en el partido de Ponferrada, a excepción de Cariseda, que formaba parte del concejo de Ribas del Sil de Abaxo.
Posteriormente, en la Edad Contemporánea, en 1821 Peranzanes fue una de las localidades que pasó a formar parte de la provincia de Villafranca, si bien al perder ésta su estatus provincial al finalizar el Trienio Liberal, en la división de 1833 Peranzanes quedó adscrito a la provincia de León, dentro de la Región Leonesa.

## Naturaleza
El Valle de Fornela es una comarca tradicional con una fuerte personalidad. Se encuentra englobada en el espacio natural de la Sierra de Ancares que por sus características biológicas o paisajísticas especiales que le hacen gozar de especial protección. Teniendo especial cuidado en la conservación y mantenimiento de sus cualidades.
Predominan pizarras, calizas, filitas, areniscas y cuarcitas. El clima que presenta es el oceánico de montaña con matices mediterráneos.
La abundancia de agua hace que existan muchos riachuelos que van a parar al río Cúa, donde gracias a sus aguas cristalinas es uno de los pocos hábitats de la trucha arco iris.
En Guímara termina la carretera y para visitar el Cuadro —(nacimiento del río Cúa)— se ha de continuar por una pista en buen estado. Subiendo aún más se llega al pico Miravalles, al Boquín y al puerto de Cienfuegos. La senda luego conduce a la vertiente del Río Ancares.
En los montes crecen robles, castaños, acebos, avellanos, arándanos, hayas, tojos y abedules. Y además, muy cerca del Cuadro, colindando con Veiga Formosa hay una campa cenagosa donde crece el algodón de pantano (Eriophorum latifolium), un delicado junco en peligro de extinción.
La fauna es abundante y las principales especies autóctonas son jabalí, perdiz, corzo, lobo, águila real, azor, jineta, liebre, conejo, nutria, rebeco, urogallo (cuya caza afortunadamente está prohibida) y, recientemente se ha vuelto a ver algún ejemplar de oso pardo que se había extinguido por estas tierras.
Recientemente toda la sierra de Ancares ha sido declarada reserva de la biosfera por la Unesco, conformando la reserva de la biosfera de los Ancares Leoneses, de la que forma parte el municipio de Peranzanes.

## Demografía
Cuenta con una población de 271 habitantes (INE 2024).
| Gráfica de evolución demográfica de Peranzanes entre 1842 y 2021                                                      |
| |
| Población de derecho según los censos de población del INE. Población de hecho según los censos de población del INE. |

### Núcleos de población
El municipio se divide en varios núcleos de población, que poseían la siguiente población en 2017 según el INE.
| Núcleo de población | Población |
| ------------------- | --------- |
| Guímara             | 81        |
| Chano               | 71        |
| Peranzanes          | 60        |
| Trascastro          | 38        |
| Fresnedelo          | 29        |
| Cariseda            | 21        |
| Faro                | 21        |

## Economía

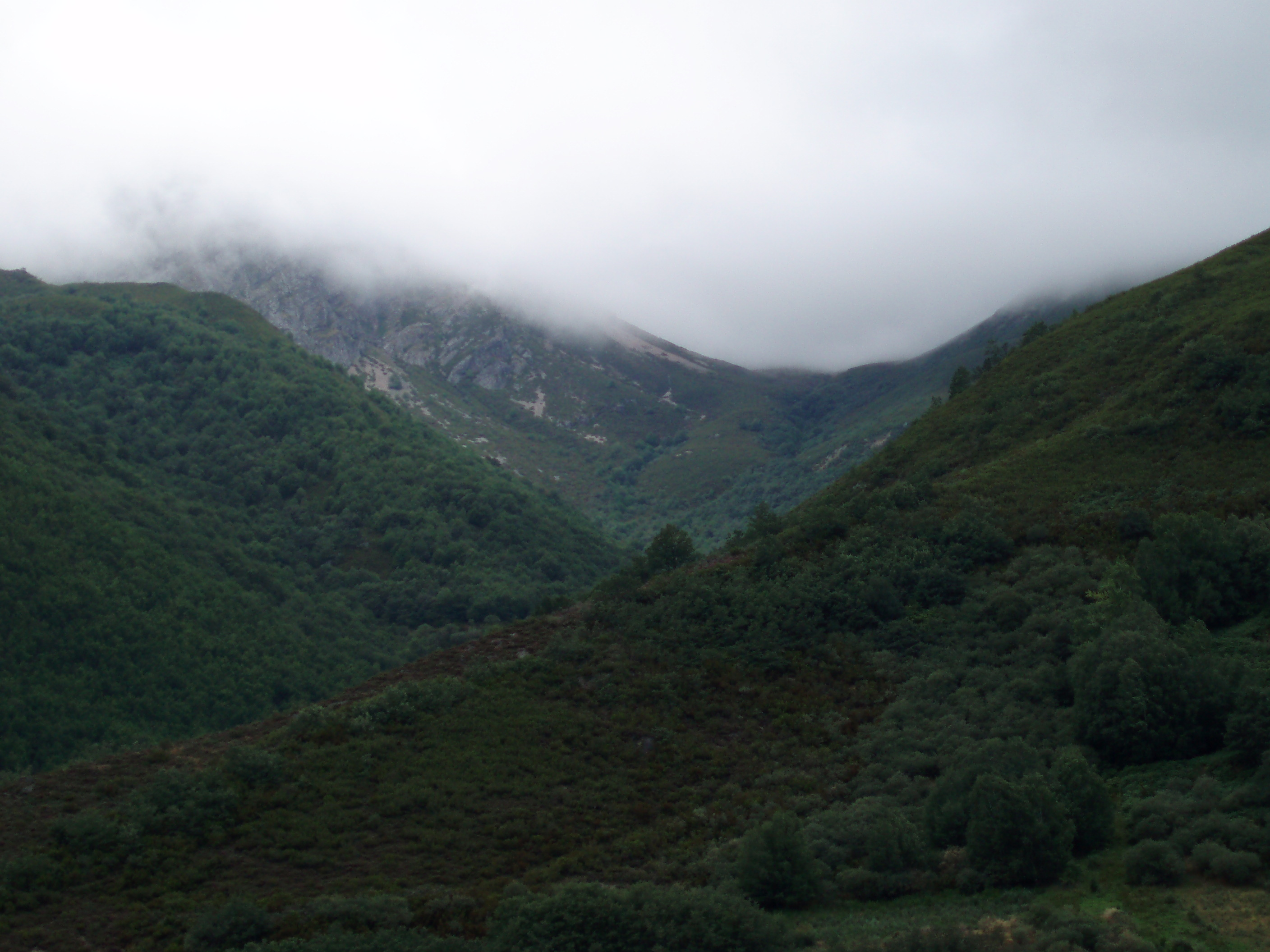
Panorámica montañosa del Valle de Fornela visto desde el pueblo de Chano

Sus gentes siempre se han dedicado al comercio ambulante y la arriería.
Como ha ocurrido con muchos otros pueblos de valles cercanos, los pueblos de este valle se han ido despoblando excepto en los meses de verano que vuelven a llenarse de la gente que en algún momento emigró. Es importante reseñar el apego de esta gente a su tierra y a sus tradiciones, muchas conservadas y otras recuperadas y revitalizadas año tras año. Esta situación es crítica para la economía local, aunque gracias al Agroturismo y a las ayudas de los organismos públicos la zona se está empezando a recuperar. Han sido muchos años de abandono. Las carreteras, el teléfono, la luz… son lujos de reciente aparición.

## Cultura

### Festividades
En cuanto a la cultura y las festividades, cabe destacar que el 15 de agosto tiene lugar la Romería de Trascastro, día de la Virgen de Trascastro (xantina) y patrona de Fornela, junto al Santuario de Nuestra Señora, donde en su interior destaca un retablo barroco. Las gentes del valle y pueblos limítrofes se reúnen para danzar en honor a la Virgen, patrona del Valle de Fornela. Gentes de muchas partes de España, pero sobre todo de la Comarca berciana, se acercan a ver a los Danzantes de todos los pueblos de Fornela (tradición que data de hace más de 500 años).
En todos los pueblos del Valle se danzó durante las fiestas patronales, la tradición se perdió y se volvió a recuperar con fuerza en cuatro de ellos; Peranzanes, Trascastro Chano y en Guímara.
Por otro lado, las danzas son, sin lugar a dudas, la tradición Fornela mejor conservada, símbolo de identificación por excelencia de esta tierra y uno de los mayores motivos de orgullo para sus habitantes. Se mantuvieron hasta nuestros días sin modificaciones significativas las danzas de Guímara, Chano, Peranzanes y Trascastro.
Los Danzantes de Peranzanes y Chano danzan los días 15 y 16 de agosto respectivamente, en el santuario de Nuestra Señora la Virgen de Trascastro. Los de Guímara también danzaron en Trascastro hasta 1877 cuando dejaron de hacerlo por venderle los derechos a Chano por dos cañadas de vino. Desde aquel día hasta hoy honran a su patrón San Bartolomé (danzan tres días situados alrededor del 24 de agosto). La gente de Trascastro danzaba en su aldea con motivo de la celebración de Cristo (7 de septiembre), pero desde 1997 danzan el día 17 de agosto también en el santuario de Trascastro. Este cambio supuso bastantes conflictos entre la gente de Chano y Peranzanes (únicos con derecho reconocido de danzar en el santuario) y los del propio Trascastro que veían peligrar el futuro de su danza ya que en septiembre apenas quedaban vecinos para realizarla. Después de varias asambleas y con el arbitraje del alcalde y del obispo de Astorga llegaron finalmente al acuerdo permitiéndoles danzar. Estos hechos resaltan la grandísima importancia que se les da en estas tierras a los usos y costumbres heredados de nuestros antepasados así como la fuerza con la que se vive esta representación tan peculiar.

### Lengua
Autores como Menéndez Pidal, Ana Cano, Jesús García y García y Héctor García Gil incluyen el municipio de Peranzanes y el valle de Fornela, en el límite occidental de la zona lingüística asturleonesa, apoyándose en la toponimia tradicional, el léxico y ciertos rasgos del habla. El habla local, conocida como fornelo o forniello, sería pues un dialecto leonés, con influencias del gallego. Carme Hermida apunta que la variante de la localidad de Guímara ya se enclava en el dominio gallego. Los vendedores ambulantes de Fornela tenían una jerga propia, el burón, creado para que las personas de otras regiones no les entendiesen y así poder sacar mayor partido a su negocio. Solo era hablado por los hombres del valle y en el ámbito de trabajo. Se asemeja a otras jergas existentes en Asturias y Galicia y, como lengua de uso, desapareció en las últimas décadas del siglo XX.

### Gastronomía
Junto a la paz de estas montañas y valles el viajero puede disfrutar de una gastronomía basada en la caza, en los ríos, en la ganadería y en la cría del cerdo. El caldo gallego, truchas, perdiz, conejo de monte, jabalí, los diferentes embutidos, cabrito, carnes rojas, leche frita, requesón, miel, castañas asadas, cecina, patatas con bacalao o el famoso botillo, es lo que el forastero encontrará por estas tierras. Cualquier feria, fiesta o celebración es motivo suficiente para poder disfrutar de un buen plato de pulpo con cachelos.